# Jucancistrocerus lepidus
Jucancistrocerus lepidus är en stekelart som beskrevs av Gusenleitner 1972. Jucancistrocerus lepidus ingår i släktet Jucancistrocerus och familjen Eumenidae. Inga underarter finns listade i Catalogue of Life.